# Medición de la opacidad
La opacidad, referida al aire que nos rodea, es lo contrario a la visibilidad. Se dice que la atmósfera está opaca cuando, como consecuencia de la cantidad de partículas sólidas en suspensión que contiene, dificulta la visibilidad clara y definida de los objetos más o menos distantes.
En ciertas ciudades populosas como Londres, Tokio, Pekín o México, ocurre con frecuencia que la opacidad del aire es grande: tiene gran cantidad de partículas en suspensión, de tal manera que afectan, o pueden afectar, a la salud de sus habitantes. La humanidad ha destacado siempre la calidad del aire que se respira y de los efectos nocivos para la salud que tiene el respirar un aire altamente contaminado. En el año 1943 murieron cerca de 4000 personas en Inglaterra a causa del smog.  La palabra smog proviene de la contracción y unión de las dos palabras inglesas «smoke=humo» con «fog=niebla».
Sin llegar a estos efectos tan funestos, millones de personas han experimentado en su propio cuerpo y que un estudioso del tema describe así: "...si has experimentado un caso desfavorable de smog, nunca lo olvidarás. No puedes ver a lo lejos, tienes dificultad para respirar. Y el aire que respiras no se siente bien. Tus ojos y tu garganta se irritan. Los alimentos y las plantas se ven seriamente dañados. La pintura de tu casa se ve afectada..."
En este artículo no se hace referencia a ese fenómeno sino más concretamente a la «visibilidad en los tuneles de circulación de vehículos», los efectos sobre la facilidad o dificultad que tiene el conductor de diferenciar objetos, señales, otros vehículos más o menos lejanos, etc., por el riesgo que conlleva la conducción en una atmósfera con alto grado de opacidad, maximizando este riesgo el que, al producirse en un túnel, los accesos son, en el mejor de los casos, por dos vías pero a veces por una sola. El pánico aumenta enormemente los efectos adversos de un accidente dentro de un túnel. Es precisamente a este tipo de opacidad de la atmósfera dentro de túneles, y a los aparatos para medirla, a los que se refiere este artículo. 
En túneles con tráfico de vehículos, ya sea urbano o interurbano, la opacidad y la concentración de monóxido de carbono (CO) van totalmente ligadas ya que todos los vehículos de combustión interna generan, en más o menos cantidad partículas sólidas y CO.

## Opacidad y monóxido de carbono CO
La opacidad y la concentración de CO son los dos parámetros, de fácil medición, que determinan la calidad del aire en el interior de un túnel. A medida que se incremente el porcentaje de vehículos de ciclo Otto (gasolina) con catalizador, la medición de óxidos nitrosos puede adquirir mayor relevancia haciéndose necesario considerar también este parámetro. Con un tráfico fluido, el parámetro más importante suele ser la opacidad. Consecuentemente la ventilación mecánica del túnel ha de realizarse en este caso en función de la opacidad. Para garantizar en el interior del túnel una visibilidad adecuada lo que permitirá reconocer otros vehículos y posibles obstáculos, es de importancia fundamental la buena visibilidad en el interior del túnel. Solo con una visibilidad correcta, el conductor del vehículo puede reaccionar con antelación suficiente ante por ejemplo un obstáculo o accidente de tráfico.

## Medición de la visibilidad o de la opacidad
Para ello debe realizarse la medición de la visibilidad ha de realizarse a la altura de visión de los usuarios del túnel es decir, a una altura de 1,60 m sobre calzada si bien hay medidores de opacidad situados en la parte superior del túnel si este es de arco de medio punto y permite conservar un gálibo suficiente para el paso de vehículos. La razón que aducen ciertos técnicos, totalmente lógica, es que los humos calientes procedentes del escape de los vehículos tienden a situarse en el primer momento en la clave del túnel pero una vez enfriados, por ser su densidad mayor que la del aire, tienden a caer a las zonas inferiores del túnel.
La visibilidad está definida como la distancia máxima que permite al ojo humano apreciar un objeto con el fondo existente. Esta apreciación potencial entre objetos y fondo está definida como la diferencia de luminosidad entre ambos (objeto y fondo) según la formula
{\displaystyle C=(Bh-Bo)/Bo}
donde {\displaystyle Bh}   y  {\displaystyle Bo}  caracteriza la luminosidad del objeto y del fondo respectivamente. Cuando el contraste es superior a lo que el ojo humano es capaz de apreciar, se puede reconocer el objeto. Lo más adecuado en un túnel sería pues hacer una medición de este contraste a fin de disponer del parámetro de «visibilidad». Sin embargo, los equipos para medir el contraste no se pueden fabricar, hoy día, a un coste razonable. Por esta razón y basándose en el razonamiento que la iluminación interior del túnel y el color de las paredes son características que no varían (o ciertamente lo hacen de una forma muy lenta), se utiliza como parámetro variable la opacidad del aire existente en el túnel. Por ello, la medición usual es la de la medida de la «extinción» expresada para el factor «{\displaystyle k}».
Ha sido Kochschmieder el que demostró por primera vez la relación entre la visibilidad y el coeficiente de extinción.
Simplificando, puede decirse que la distancia normal de visibilidad es «{\displaystyle Lv}» siendo dicho valor la distancia a la cual, en un ambiente homogéneo y con un factor de contraste de «0,02», resulta posible la apreciación de un objeto negro.
La relación entre «{\displaystyle Lv}»  con el coeficiente de extinción «{\displaystyle k}» es la siguiente:
{\displaystyle k=3,9/Lv}
Según  la ley de Beer-Lambert, el coeficiente de extinción {\displaystyle k} a lo largo de un haz de luz  en un ambiente homogéneo es :         {\displaystyle I=Io(-kS)}
donde {\displaystyle I} e {\displaystyle Io} corresponden a la intensidad de la luz al comienzo y al final de un recorrido cuya longitud es {\displaystyle S}. Resulta pues un factor de extinción de {\displaystyle K=S/ILnS/Io}.

## Tipos de opacímetros
Los medidores existentes son de dos tipos según los principios que se usen para las medidas:
- Medidores por extinción
- Medidores por dispersión

### Medidores por extinción

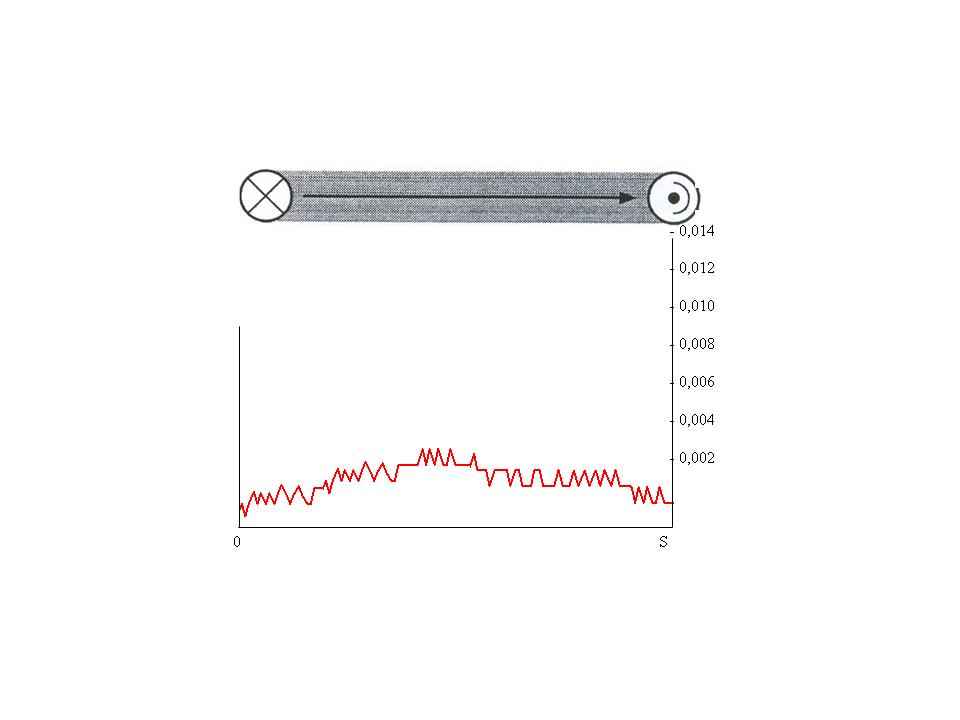
Extinción para S =200 m; factor de extinción medio k=0,0023

Como quiera que la pérdida de luminosidad a lo largo de un haz de luz que atraviesa el aire ambiente en un túnel es muy pequeño, el recorrido {\displaystyle S} del haz luminoso ha de ser de decenas incluso centenares de metros para producir una diferencia medible entre {\displaystyle Io} e {\displaystyle I} y dado que a la opacidad del aire en un túnel no es homogénea, la extinción media corresponde a: 

{\displaystyle K=\int _{0}^{S}1/ILn(I/Io)(S/I)}

### Medidores por dispersión

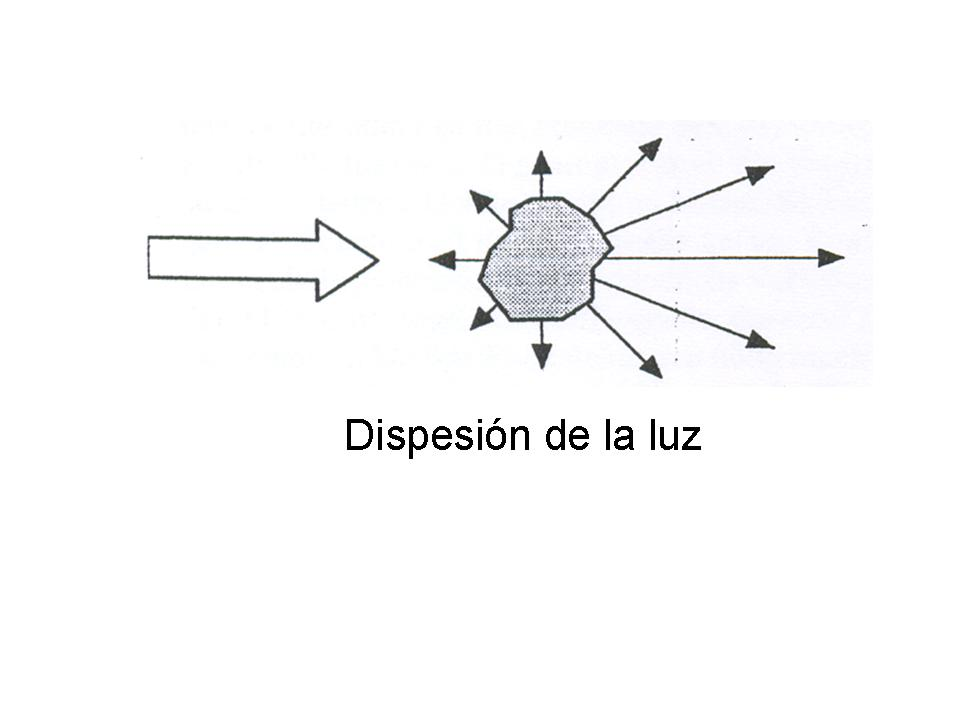
Dispersión de la luz al impactar sobre un obstáculo

La extinción de la luz se debe en su mayor parte a la dispersión de la luz que se produce al impactar la luz en las partículas de polvo. En la figura se observa la dispersión de la luz al impactar sobre un obstáculo. La mayor parte de la luz se desvía hacia adelante con máximos entre 10º y 35º (dispersión progresiva). La dispersión tiene una relación conocida con respecto a la extinción lo que permite calibrar ambos sistemas en extinción. Los equipos por dispersión suelen trabajar por muestreo. Aspiran aire ambiente que envuelto exteriormente en una capa de aire “limpio total” pasa por la célula de medida en la cual se mide la dispersión de la luz. Los equipos basados en la medición de la dispersión si bien son medidores puntuales, tienen la ventaja frente a los de extinción que suministra directamente el valor correspondiente a la opacidad del aire muestreado y no un valor medio integrado a lo largo de algún centenar de metros.